# 이희성 (바둑 기사)
이희성(李熙星, 1982년 8월 12일 ~ )은 대한민국의 바둑 기사이다.

## 약력
1995년에 입단했다. 1996년 제32기 패왕전 본선과 제7회 비씨카드배 본선과 1997년 제5기 배달왕전 본선에 진출했다. 2004년 제4기 오스람코리아배 신예연승최강전에서 생애 첫 우승을 했다. 2005년 한국바둑리그에 참가하여 단체전에서 우승했다. 2007년 제12회 LG배 세계기왕전 본선에 진출했다. 2009년 8단을 거쳐 2011년 4월에 9단으로 승단하였다. 2013년 바둑대상 연승상을 수상했다. 2014년 제1회 Let's Run PARK배 오픈토너먼트 본선 16강에 진출했다.